# Дарбо, Пэтрика
Пэтрика Дарбо (англ. Patrika Darbo; род. 6 апреля 1948, Джексонвилл, Флорида) — американская актриса.
Дарбо начала свою карьеру на театральной сцене, а национальную известность получила после роли Розанны в одноимённом биографическом телефильме 1994 года. Ранее она снялась в роли сестры главной героини в первом сезоне ситкома «Шаг за шагом» (1991—1992).
Хотя Дарбо сыграла более семидесяти комедийных ролей, она в первую очередь известна благодаря участию в дневной мыльной опере «Дни нашей жизни», где она снималась с 1998 по 2005 год. В 2000 году она номинировалась на Дневную премию «Эмми» за свою роль в шоу. Она вернулась в мыльную оперу в начале 2013 года.
На протяжении своей карьеры появилась в ряде кинофильмов, таких как «Прошлой ночью» (1988), Предместье (1989), «Рота Беверли-Хиллз» (1989), «Папаша умирает… Кто получит наследство?» (1990), «Коррина, Коррина» (1994), «Домашний арест» (1996), «Скорость 2: Контроль над круизом» (1997), «Топор» (2006), «Война Чарли Уилсона» (2007) и многих других. На телевидении в последние годы она появилась в сериалах «Бывает и хуже» и «Отчаянные домохозяйки».

## Избранная фильмография
| Год       |   | Русское название      | Оригинальное название | Роль    |
| --------- | - | --------------------- | --------------------- | ------- |
| 2009—2012 | с | Отчаянные домохозяйки | Desperate Housewives  | Джин    |
| 2010      | с | Декстер               | Dexter                | хозяйка |